# Willy Duron
Willy Duron (Brugge, 1 januari 1945) is een Belgisch voormalig bankier en bestuurder.

## Levensloop
Willy Duron studeerde wiskunde aan de Rijksuniversiteit Gent en actuariële wetenschappen aan de Katholieke Universiteit Leuven. Tijdens zijn studies was hij ook leraar wiskunde aan het Sint-Pieterscollege in Leuven.

### KBC
Duron startte zijn carrière in 1970 bij ABB Verzekeringen, waar hij in 1989 lid van het bestuurscomité werd. In 2000 werd hij in opvolging van Fons Wouters gedelegeerd bestuurder van KBC Verzekeringen, de opvolger van ABB. Hij werd tevens ondervoorzitter van het directiecomité van de KBC Bankverzekeringsholding. In 2003 volgde hij Remi Vermeiren als voorzitter van het directiecomité van de KBC Bankverzekeringsholding op en in 2005 werd hij CEO van de KBC Groep, een functie die hij in september 2006 doorgaf aan André Bergen.

### Bestuursmandaten
In 2007 volgde Duron Koenraad Debackere als voorzitter van de raad van bestuur van biotechbedrijf TiGenix op. Jean Stéphenne volgde hem in deze functie in 2012 op. In 2016 werd hij in opvolging van Tom de Swaan voorzitter van de raad van commissarissen van de Nederlandse bank Van Lanschot Kempen, een functie die hij uitoefende tot 2020. Sinds 2021 is hij voorzitter van de raad van bestuur van vermogensbeheerder Mercier Vanderlinden.
Hij was tevens bestuurder bij beeldvormingsbedrijf Agfa-Gevaert, kunststofproducent Ravago, pensioenfonds Amonis, windparkontwikkelaar Windvision, verzekeringsgroep Ethias, de KU Leuven, het UZ Leuven en Vanbreda Risk & Benefits. Hij was ook voorzitter van het Universitair Centrum Kortenberg en de Hogeschool voor Wetenschap en Kunst.